# Etlingera
Etlingera is een geslacht uit de familie Zingiberaceae. The Plant List accepteert 99 soorten. Volgens de Flora of China bestaat het geslacht uit circa zeventig soorten die voorkomen in China, India, Indonesië, Maleisië, Thailand en Noord-Australië.
Een aantal soorten wordt toegepast als sierplant.

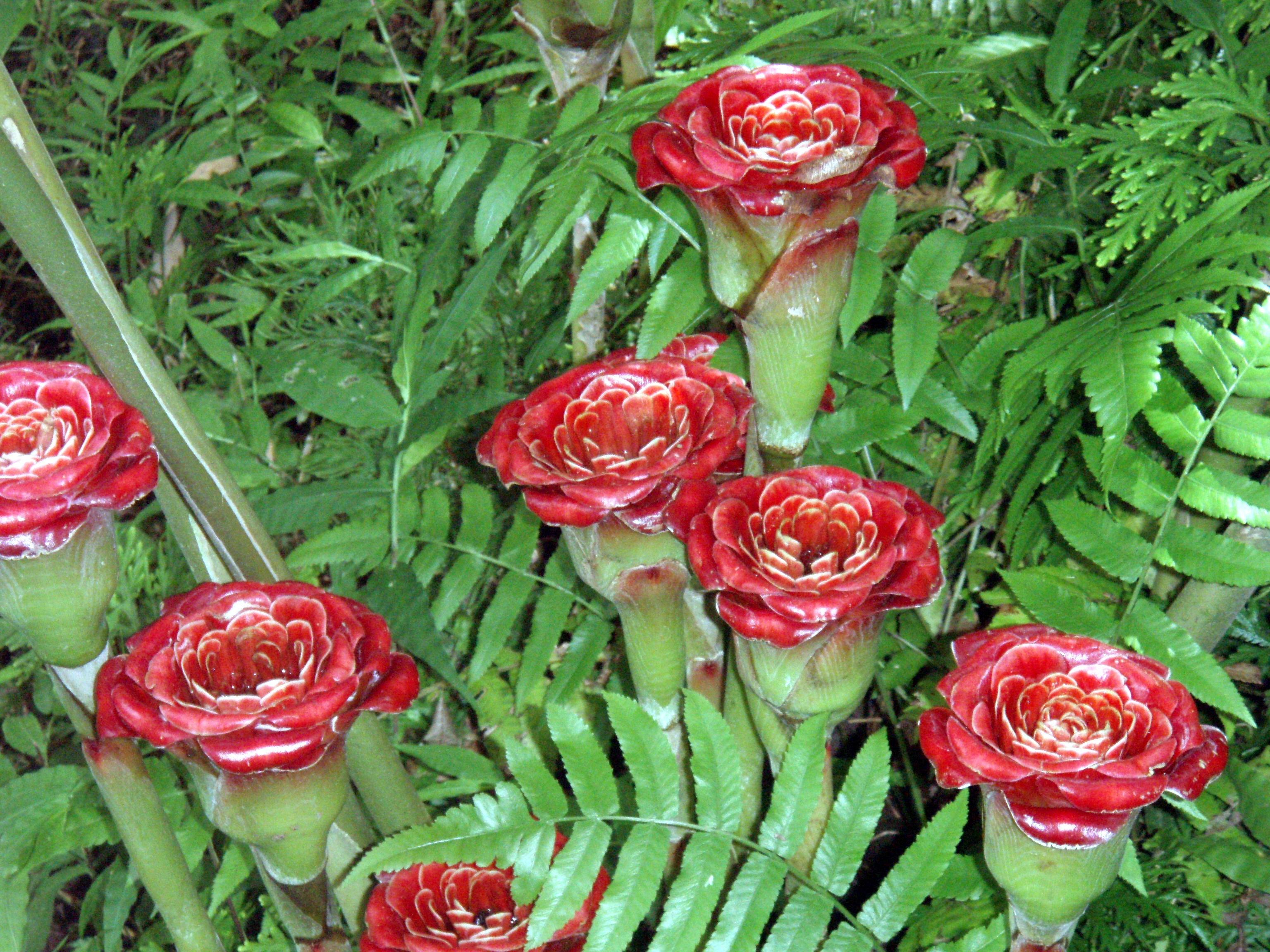
Etlingera corneri
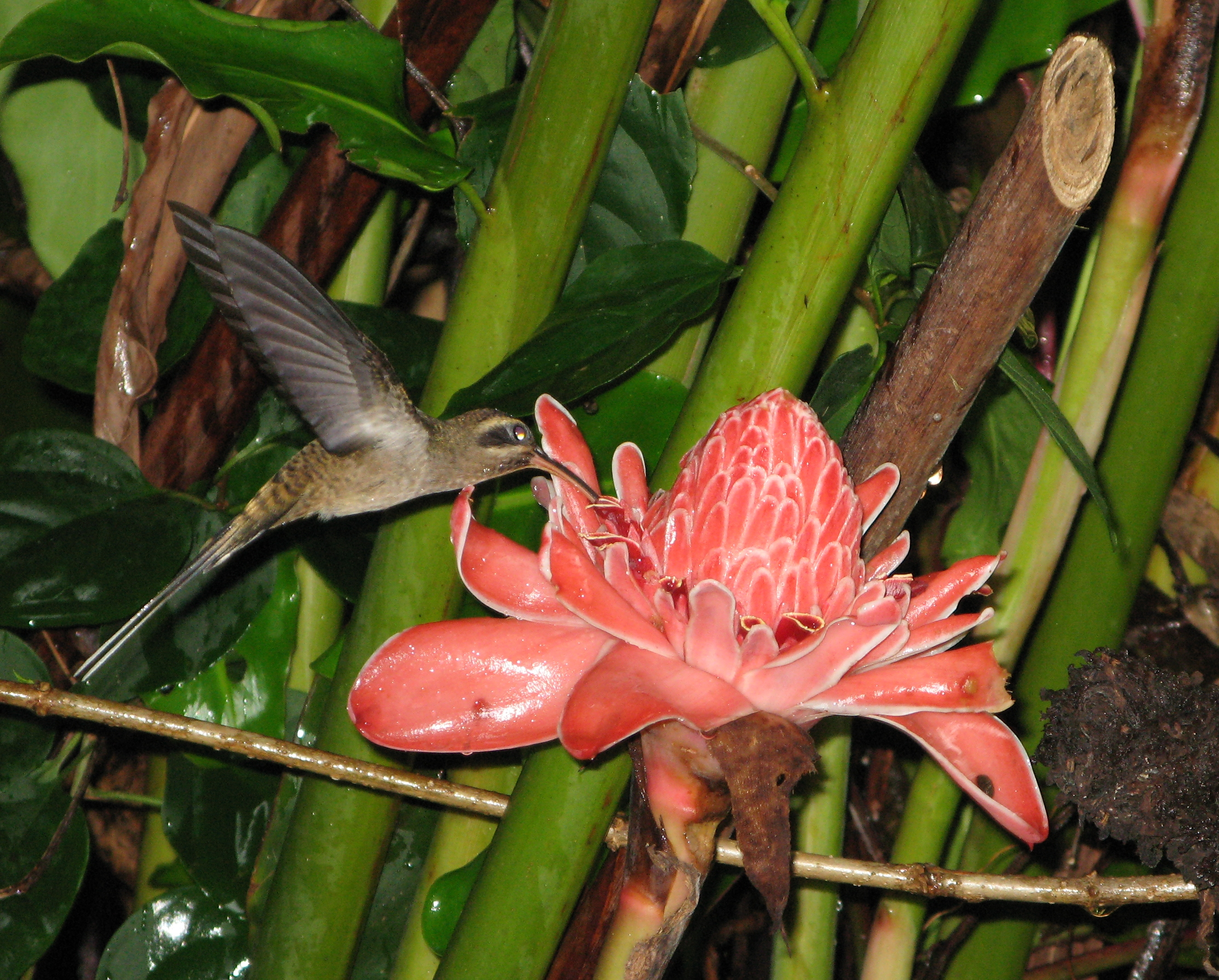
Phaethornis longirostris op Etlingera
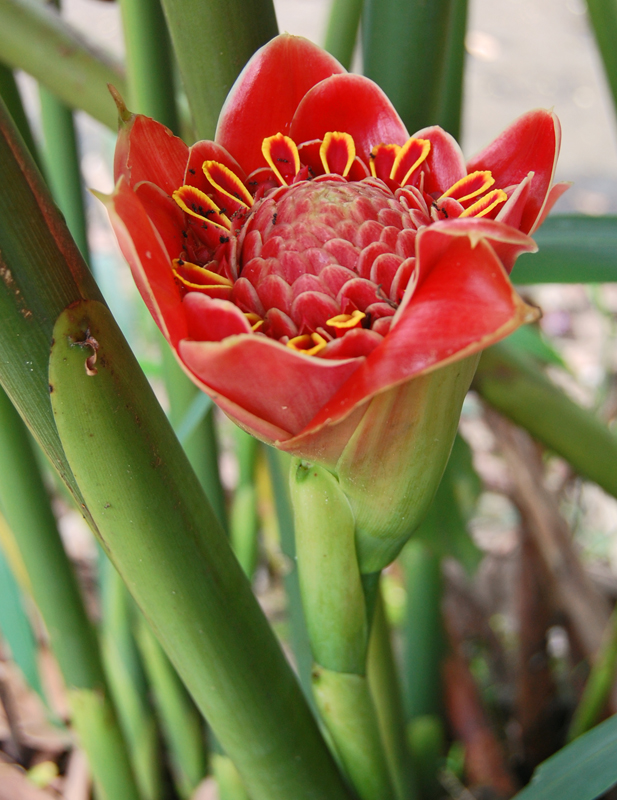
Etlingera hemisphaerica
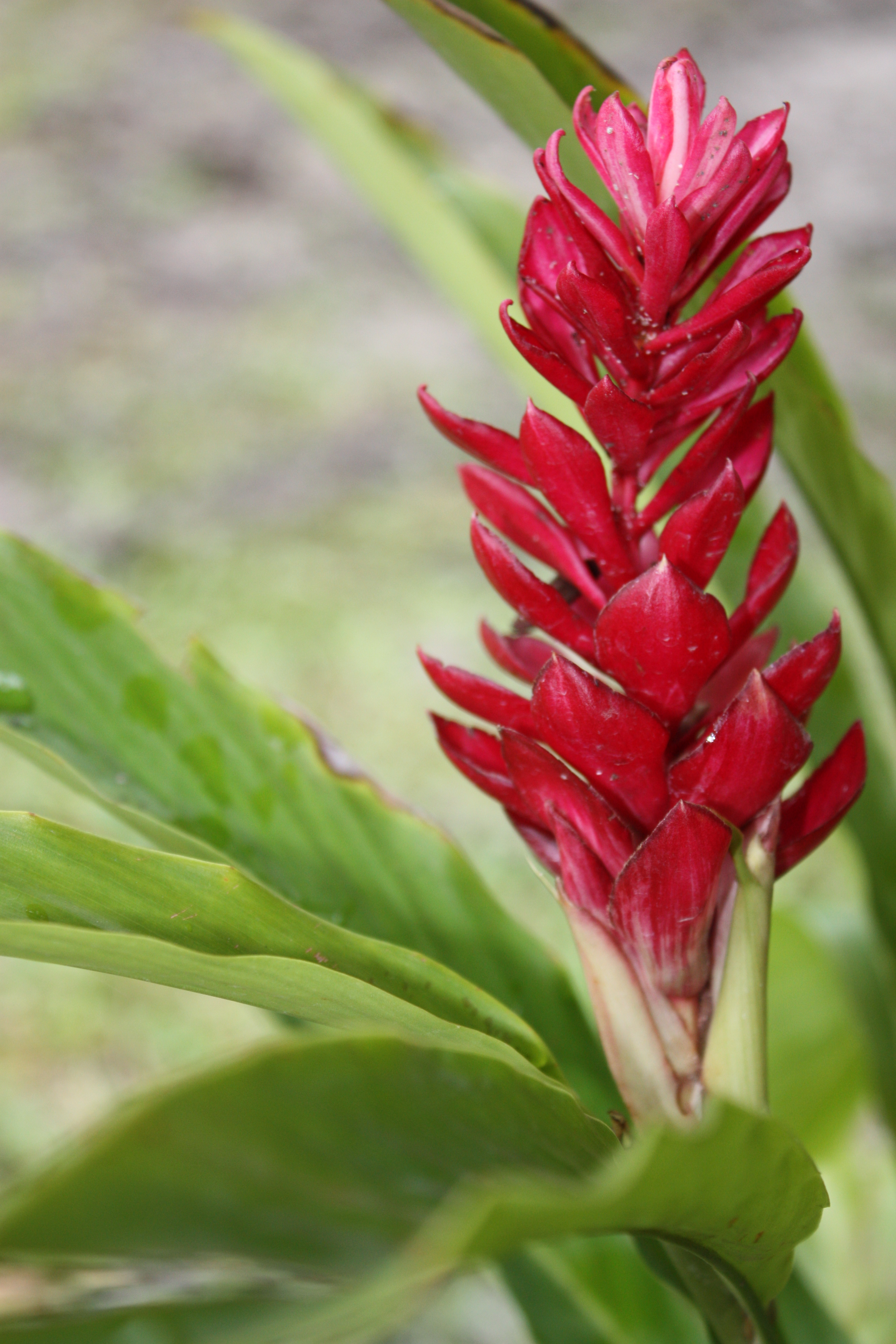
Etlingera metriocheilos